# Alianza Republicana Federal
Alianza Republicana Federal (ARF) fue un partido político argentino de tendencia derechista fundado con la intención de participar en las elecciones presidenciales y legislativas del 11 de marzo de 1973. Presentó la candidatura de Ezequiel Martínez, brigadier y secretario de Gobierno de la dictadura militar saliente, conocida como Revolución Argentina. Disfrutó, por tanto, de un apoyo tácito del régimen, lo que llevó a que se refirieran a él habitualmente como un "candidato oficialista de facto". Realizó un pacto con el Partido Bloquista de San Juan, por lo que Leopoldo Bravo, ex Gobernador de la provincia de San Juan por dicho partido, fue candidato a vicepresidente.
La ARF estaba integrada por el Partido Tercera Época de Jujuy, el Partido Demócrata de Chubut, el Partido Federalista Popular de la Capital Federal (un desprendimiento del Partido Demócrata de la Capital Federal dirigido por Juan Miguel Martínez de Hoz e Ignacio Echechequía), el Movimiento Popular Provincial de San Luis (dirigida por el exdiputado conservador Guillermo Belgrano Rawson), el Partido Republicano de la Capital Federal, el Movimiento Popular Unido de Santiago del Estero, el Partido Bloquista de San Juan, el Partido Liberal de Corrientes, el Partido Demócrata de Mendoza, el Partido Popular Riojano de La Rioja, y la Cruzada Cívica Combatiente de la Capital Federal. Por lo tanto, la ARF contaba entre sus filas con dirigentes de extracción conservadora clásica principalmente con aportes de peronistas disidentes como los casos del Partido Popular Riojano y de la Cruzada Cívica Combatiente, y de partidos formados por militares como el caso del Partido Tercera Época de Jujuy. 
Durante su campaña electoral, la ARF propuso un programa de gobierno económicamente liberal con fuerte énfasis en estimular la inversión extranjera, siendo uno de los pocos partidos en la campaña que afirmó tal cosa. Su candidato a gobernador de la provincia de Buenos Aires fue Alberto José Armando, futuro presidente del Club Atlético Boca Juniors.
En las elecciones generales de 1973, la ARF quedó en un lejano quinto lugar, con la fórmula Martínez-Bravo recibiendo el 2.91% de los votos, y logrando obtener 10 diputados y 4 senadores. Después de este fracaso, la ARF no se presentó nuevamente en las elecciones presidenciales de septiembre, en las que ganó por aplastante margen Juan Domingo Perón.